# Judgment Day 2004
Judgment Day 2004 è stata la sesta edizione dell'omonimo pay-per-view prodotto dalla WWE. L'evento, esclusivo del roster di SmackDown!, si è svolto il 16 maggio 2004 allo Staples Center di Los Angeles.

## Storyline
La rivalità principale dell'evento fu quella per il titolo WWE tra il campione Eddie Guerrero e lo sfidante John "Bradshaw" Layfield. Nella puntata di SmackDown! del 25 marzo, Booker T (passato da Raw a SmackDown! per effetto dell'annuale Draft) incominciò ad insultare i wrestler del roster di SmackDown!. Il nuovo General Manager di SmackDown! Kurt Angle diede un'opportunità titolata proprio a Booker T contro il WWE Champion Eddie Guerrero. Tale match terminò in squalifica, a causa dell'interferenza di JBL che attaccò Guerrero con una Clothesline From Hell. Nella puntata di SmackDown! dell'8 aprile, Angle annunciò che il vincitore del Great American Award sarebbe diventato il primo sfidante al WWE Championship di Guerrero a Judgment Day ed egli diede il trofeo a JBL. Successivamente, Guerrero si presentò sul ring rubando e rompendo il trofeo di JBL. Bradshaw ne approfittò quindi per convincere il generale manager Kurt Angle a punire Guerrero per le sue azioni, facendogli affrontare, in un match non valido per il titolo, nientemeno che Big Show, il quale promise di distruggere letteralmente Guerrero e che avrebbe dato le dimissioni in caso di sconfitta. Malgrado ciò Show venne sconfitto da Eddie Guerrero e costretto quindi al ritiro. Furibondo Big Show infortunò il generale manager Kurt Angle con una Chokeslam eseguita da una rampa di scale a diversi metri d'altezza. Ciò incrementò ancor più le ire di JBL e Kurt Angle nei confronti di Latino Heat. La rivalità tra Bradshaw e Guerrero raggiunse il suo apice quando JBL aggredì a sorpresa la famiglia di Eddie durante un house show di SmackDown! nella città natale di quest'ultimo, El Paso. Ciò causò un infarto (kayfabe) alla madre del campione WWE, anche lei presente allo show, mandando su tutte le furie Guerrero. Proprio questo episodio fu il tema portante del match per il titolo WWE tra Eddie Guerrero e JBL a Judgement Day.
Un'altra rivalità venutasi a creare prima del Pay-per-View vide protagonisti Booker T e The Undertaker. Nella puntata di SmackDown! del 25 marzo, Booker T (assieme ai Dudley Boyz) passò dal roster di Raw a quello di SmackDown! in cambio di Triple H, che tornò a Raw. Booker T si presentò sul ring ed insultò i wrestlers di SmackDown!, dicendo di essere finito in un roster inferiore rispetto a quello di Raw. Successivamente, Booker T attaccò il suo compagno di tag team, Rob Van Dam (anche lui passato da Raw a SmackDown!), sconfiggendolo in un match la settimana successiva. Nella puntata di SmackDown! dell'8 aprile, Booker T sconfisse ancora RVD, dicendo di essere il miglior wrestler del roster di SmackDown!, finché non partì la theme song di The Undertaker. La settimana successiva, Booker T provò ad attaccare Undertaker, ma fallì ed il General Manager di SmackDown! Kurt Angle decise di annunciare un match tra The Undertaker e Booker T per Judgment Day.
Nella puntata di SmackDown! del 4 maggio il Cruiserweight Champion Chavo Guerrero disse che avrebbe potuto difendere il suo titolo contro chiunque; in risposta si presentò Jacqueline, la quale riuscì a sconfiggere Chavo grazie ad un colpo basso e ad una distrazione involontaria di Chavo Classic (padre e manager di Guerrero), conquistando così il titolo nonostante fosse una donna. La settimana dopo, a SmackDown!, Chavo Classic sconfisse Jaqueline grazie ad una scorrettezza di Chavo Guerrero. Venne sancito un match titolato tra Chavo Guerrero e Jacqueline con la stipulazione che Chavo avrebbe dovuto combattere con una mano legata dietro la schiena.
Nella puntata di SmackDown! del 22 aprile René Duprée inaugurò il suo talk-show personale, il "Cafe de René", avendo come ospite Torrie Wilson, la quale venne insultata dall'arrogante francese, il quale le gettò in faccia del vino. In difesa della ragazza giunse lo United States Champion John Cena, il quale mise in fuga Duprée. A quel punto il francese si lamentò di questo con il General Manager Kurt Angle, il quale sancì un match tra Cena e Duprée per Judgment Day con in palio lo United States Championship. La settimana successiva, a SmackDown, Duprée attaccò brutalmente Cena, coprendolo con la bandiera francese.

## Evento
Prima della messa in onda dell'evento, Mark Jindrak sconfisse Funaki a Sunday Night Heat.

### Match
L'evento si aprì con il match tra Rey Mysterio e Rob Van Dam contro i Dudley Boyz (Bubba Ray Dudley e D-Von Dudley). Durante il match, Bubba Ray e D-Von tentarono di eseguire una 3D su Mysterio, ma Van Dam sventò l'attacco. In seguito, Mysterio colpì sia Bubba Ray che D-Von con la 619. Nel finale, Van Dam eseguì la Five Star Frog Splash su D-Von per poi schienarlo e vincere l'incontro.
Il secondo match fu tra Torrie Wilson e Dawn Marie. Nel finale, Torrie schienò la Marie con un backslide per vincere il match.
Il match successivo fu tra Mordecai e Scotty 2 Hotty. L'incontro venne nettamente dominato da Mordecai (sebbene una leggerissima reazione di Scotty), e nel finale, eseguì la Crucifix Powerbomb sull'avversario per vincere l'incontro.
Il quarto incontro della serata fu quello valevole per il WWE Tag Team Championship tra la coppia campione Charlie Haas e Rico contro quella sfidante formata da Hardcore Holly e Billy Gunn. Nel finale, Haas schienò Holly con un sunset flip per vincere il match e mantenere i titoli di coppia.
Il match che seguì fu quello valevole per il Cruiserweight Championship tra la campionessa Jacqueline e lo sfidante Chavo Guerrero. Nel finale, Guerrero schienò Jacqueline per conquistare il titolo dopo l'esecuzione della Gory Bomb.
Il sesto match fu quello valevole per lo United States Championship tra il campione John Cena e lo sfidante René Duprée. Nel finale, Cena eseguì la F-U su Duprée per vincere il match e mantenere il titolo.
Il match successivo fu tra The Undertaker e Booker T. Nel finale, The Undertaker sconfisse Booker dopo l'esecuzione del Tombstone Piledriver.
Il main event fu il match tra il campione del mondo, Eddie Guerrero e lo sfidante John "Bradshaw" Layfield, incontro valido per la cintura WWE. Guerrero riuscì a dominare le fasi iniziali del match colpendo JBL con numerosi pugni al volto e scaraventandolo in giro per tutta l'arena, arrivando persino a strozzarlo con i fili delle telecamere. Bradshaw riuscì tuttavia ad avere una reazione dopo aver invertito un tentativo di Irish-whip di Guerrero lanciando il campione WWE contro i gradoni d'acciaio e poi sul tavolo dei commentatori con un back body drop. Dopo che Guerrero urtò accidentalmente l'arbitro, JBL colpì il campione al volto con una sedia d'acciaio causando l'apertura di una profondissima ferita alla testa di Guerrero, il quale iniziò a sanguinare copiosamente, per poi lanciarlo contro dei gradoni d'acciaio. Successivamente, JBL eseguì la Clothesline from Hell su Guerrero e un secondo arbitro arrivò sul ring per sostituire quello originale, ma Latino Heat si liberò al conto di due. JBL tentò poi un'altra Clothesline from Hell su Guerrero, ma quest'ultimo schivò l'attacco e JBL finì con il colpire il nuovo arbitro andandolo a mettere KO. In seguito, JBL eseguì una Powerbomb su Guerrero e l'arbitro originale si riprese per contare lo schienamento, ma Guerrero si liberò ancora una volta al conto di due. Malgrado il sangue gli coprisse interamente il volto, Guerrero continuò a reagire agli attacchi di JBL eseguendo su di lui diversi Suplex ed una Tornado DDT. Eddie Guerrero cercò di effettuare anche la sua Frog Splash su JBL, ma quest'ultimo si scansò. JBL prese poi il WWE Championship per cercare di colpire Guerrero, ma l'arbitro lo notò e lo fermò. Data la distrazione da parte del direttore di gara, Guerrero ne approfittò per colpire JBL con un low-blow. Successivamente, Guerrero colpì JBL al volto con il WWE Championship, ma l'arbitro questa volta se ne accorse e squalificò il campione. A causa di ciò, JBL vinse per squalifica, il che tuttavia permise a Guerrero di conservare il titolo. 
Al termine di questo violento match, Guerrero colpì più volte JBL alla testa prima con la cintura poi con una sedia, facendo perdere anche a lui molto sangue dalla fronte. Ma il campione WWE non si fermò a questo, infatti dopo aver fatto sanguinare JBL, lo mise definitivamente KO a seguito di una Frog Splash per poi continuare ad infierire su di lui persino sull'apron, tanto che alcuni funzionari della WWE  dovettero intervenire per dividere i due avversari (kayfabe). Il pay-per-view si chiuse quindi con Guerrero al centro del ring con il volto ricoperto da una maschera di sangue, ma ancora in grado di esultare con il titolo WWE, mentre JBL, anche lui sanguinante, fu costretto a venire scortato nei backstage. La violenza e soprattutto l'eccessiva quantità di sangue mostrati in quest'ultimo incontro sono valse al PPV la classificazione di "TV MA" in America (ovvero visione sconsigliata ai minori di 18 anni).

## Risultati
| #    | Incontri                                                                              | Stipulazioni                                       | Durata |
| ---- | ------------------------------------------------------------------------------------- | -------------------------------------------------- | ------ |
| Heat | Mark Jindrak (con Theodore Long) ha sconfitto Funaki                                  | Single match                                       | 03:47  |
| 1    | Rey Mysterio e Rob Van Dam hanno sconfitto The Dudley Boyz                            | Tag team match                                     | 15:19  |
| 2    | Torrie Wilson ha sconfitto Dawn Marie                                                 | Single match                                       | 06:14  |
| 3    | Mordecai ha sconfitto Scotty 2 Hotty                                                  | Single match                                       | 03:01  |
| 4    | Charlie Haas e Rico (c) (con Miss Jackie) hanno sconfitto Billy Gunn e Hardcore Holly | Tag team match per il WWE Tag Team Championship    | 10:26  |
| 5    | Chavo Guerrero (con Chavo Guerrero Sr.) ha sconfitto Jacqueline (c)                   | Single match per il WWE Cruiserweight Championship | 04:47  |
| 6    | John Cena (c) ha sconfitto René Duprée                                                | Single match per il WWE United States Championship | 09:54  |
| 7    | The Undertaker (con Paul Bearer) ha sconfitto Booker T                                | Single match                                       | 11:25  |
| 8    | John "Bradshaw" Layfield ha sconfitto Eddie Guerrero (c) per squalifica               | Single match per il WWE Championship               | 23:15  |